# Olympische Sommerspiele 2024/Schwimmen
Bei den Olympischen Spielen 2024 in Paris wurden vom 27. Juli bis 9. August 2024 insgesamt 37 Wettbewerbe im Schwimmen ausgetragen, davon 35 in der Paris La Défense Arena und zwei in der Seine. Sie wurden vom internationalen Schwimmverband Fédération Internationale de Natation (FINA) organisiert. Im April 2022 hatte die FINA die Qualifikationsanforderungen für die einzelnen Schwimmzeiten bekanntgegeben. Die Qualifikation begann am 1. März 2019 und endete am 23. Juni 2024.

## Bilanz

### Medaillenspiegel
| Platz  | Land               | Gold | Silber | Bronze | Gesamt |
| ------ | ------------------ | ---- | ------ | ------ | ------ |
| 1      | Vereinigte Staaten | 8    | 13     | 7      | 28     |
| 2      | Australien         | 7    | 9      | 3      | 19     |
| 3      | Frankreich         | 4    | 1      | 2      | 7      |
| 4      | Kanada             | 3    | 2      | 3      | 7      |
| 5      | Ungarn             | 3    | 1      | 1      | 5      |
| 6      | China              | 2    | 3      | 7      | 12     |
| 7      | Italien            | 2    | 1      | 3      | 6      |
| 8      | Schweden           | 2    | –      | –      | 2      |
| 9      | Großbritannien     | 1    | 4      | –      | 5      |
| 10     | Deutschland        | 1    | 1      | 1      | 3      |
| 11     | Südafrika          | 1    | 1      | –      | 2      |
| 12     | Irland             | 1    | –      | 2      | 3      |
| 12     | Niederlande        | 1    | –      | 2      | 3      |
| 14     | Rumänien           | 1    | –      | 1      | 2      |
| 15     | Griechenland       | –    | 1      | –      | 1      |
| 15     | Japan              | –    | 1      | –      | 1      |
| 17     | Hongkong           | –    | –      | 2      | 2      |
| 18     | Schweiz            | –    | –      | 1      | 1      |
| 18     | Südkorea           | –    | –      | 1      | 1      |
| Gesamt | Gesamt             | 37   | 38     | 36     | 111    |

### Medaillengewinner
Männer
| Disziplin           | Gold | Silber | Bronze |
| ------------------- | --- | --- | --- |
| 50 m Freistil       | Cameron McEvoy (AUS)                                                                                                | Benjamin Proud (GBR) | Florent Manaudou (FRA) |
| 100 m Freistil      | Pan Zhanle (CHN) | Kyle Chalmers (AUS) | David Popovici (ROU) |
| 200 m Freistil      | David Popovici (ROU)                                                                                                | Matthew Richards (GBR) | Luke Hobson (USA) |
| 400 m Freistil      | Lukas Märtens (GER)                                                                                                 | Elijah Winnington (AUS) | Kim Woo-min (KOR) |
| 800 m Freistil      | Daniel Wiffen (IRL)                                                                                                 | Robert Finke (USA) | Gregorio Paltrinieri (ITA) |
| 1500 m Freistil     | Robert Finke (USA)                                                                                                  | Gregorio Paltrinieri (ITA) | Daniel Wiffen (IRL) |
| 100 m Brust         | Nicolò Martinenghi (ITA)                                                                                            | Adam Peaty (GBR) Nic Fink (USA) | — |
| 200 m Brust         | Léon Marchand (FRA)                                                                                                 | Zac Stubblety-Cook (AUS) | Caspar Corbeau (NED) |
| 100 m Rücken        | Thomas Ceccon (ITA)                                                                                                 | Xu Jiayu (CHN) | Ryan Murphy (USA) |
| 200 m Rücken        | Hubert Kós (HUN) | Apostolos Christou (GRE) | Roman Mityukov (SUI) |
| 100 m Schmetterling | Kristóf Milák (HUN)                                                                                                 | Joshua Liendo (CAN) | Ilya Kharun (CAN) |
| 200 m Schmetterling | Léon Marchand (FRA)                                                                                                 | Kristóf Milák (HUN) | Ilya Kharun (CAN) |
| 200 m Lagen         | Léon Marchand (FRA)                                                                                                 | Duncan Scott (GBR) | Wang Shun (CHN) |
| 400 m Lagen         | Léon Marchand (FRA)                                                                                                 | Tomoyuki Matsushita (JPN) | Carson Foster (USA) |
| 4 × 100 m Freistil  | Vereinigte StaatenJack Alexy Chris Guiliano Hunter Armstrong Caeleb Dressel Ryan Held (Vorlauf) Matt King (Vorlauf) | AustralienJack Cartwright Flynn Southam Kai Taylor Kyle Chalmers William Yang (Vorlauf)                                                        | ItalienAlessandro Miressi Thomas Ceccon Paolo Conte Bonin Manuel Frigo Lorenzo Zazzeri (Vorlauf) Leonardo Deplano (Vorlauf)          |
| 4 × 200 m Freistil  | GroßbritannienJames Guy Tom Dean Matthew Richards Duncan Scott Jack McMillan (Vorlauf) Kieran Bird (Vorlauf)        | Vereinigte StaatenLuke Hobson Carson Foster Drew Kibler Kieran Smith Brooks Curry (Vorlauf) Blake Pieroni (Vorlauf) Chris Guiliano (Vorlauf)   | AustralienMaximillian Giuliani Flynn Southam Elijah Winnington Thomas Neill Kai Taylor (Vorlauf) Zac Incerti (Vorlauf)               |
| 4 × 100 m Lagen     | ChinaXu Jiayu Qin Haiyang Sun Jiajun Pan Zhanle Wang Changhao (Vorlauf)                                             | Vereinigte StaatenRyan Murphy Nic Fink Caeleb Dressel Hunter Armstrong Charlie Swanson (Vorlauf) Thomas Heilman (Vorlauf) Jack Alexy (Vorlauf) | FrankreichYohann Ndoye-Brouard Léon Marchand Maxime Grousset Florent Manaudou Clément Secchi (Vorlauf) Rafael Fente-Damers (Vorlauf) |
| 10 km Freiwasser    | Kristóf Rasovszky (HUN)                                                                                             | Oliver Klemet (GER) | Dávid Betlehem (HUN) |

Frauen
| Disziplin           | Gold | Silber | Bronze |
| ------------------- | --- | --- | --- |
| 50 m Freistil       | Sarah Sjöström (SWE) | Meg Harris (AUS) | Zhang Yufei (CHN) |
| 100 m Freistil      | Sarah Sjöström (SWE) | Torri Huske (USA) | Siobhan Bernadette Haughey (HKG)                                                                                       |
| 200 m Freistil      | Mollie O’Callaghan (AUS) | Ariarne Titmus (AUS) | Siobhan Bernadette Haughey (HKG)                                                                                       |
| 400 m Freistil      | Ariarne Titmus (AUS) | Summer McIntosh (CAN) | Katie Ledecky (USA) |
| 800 m Freistil      | Katie Ledecky (USA) | Ariarne Titmus (AUS) | Paige Madden (USA) |
| 1500 m Freistil     | Katie Ledecky (USA) | Anastasiia Kirpichnikova (FRA) | Isabel Gose (GER) |
| 100 m Brust         | Tatjana Smith (RSA) | Tang Qianting (CHN) | Mona McSharry (IRL) |
| 200 m Brust         | Kate Douglass (USA) | Tatjana Smith (RSA) | Tes Schouten (NED) |
| 100 m Rücken        | Kaylee McKeown (AUS) | Regan Smith (USA) | Katharine Berkoff (USA)                                                                                                |
| 200 m Rücken        | Kaylee McKeown (AUS) | Regan Smith (USA) | Kylie Masse (CAN) |
| 100 m Schmetterling | Torri Huske (USA) | Gretchen Walsh (USA) | Zhang Yufei (CHN) |
| 200 m Schmetterling | Summer McIntosh (CAN) | Regan Smith (USA) | Zhang Yufei (CHN) |
| 200 m Lagen         | Summer McIntosh (CAN) | Kate Douglass (USA) | Kaylee McKeown (AUS)                                                                                                   |
| 400 m Lagen         | Summer McIntosh (CAN) | Katie Grimes (USA) | Emma Weyant (USA) |
| 4 × 100 m Freistil  | AustralienMollie O’Callaghan Shayna Jack Meg Harris Emma McKeon Bronte Campbell (Vorlauf) Olivia Wunsch (Vorlauf)                                                    | Vereinigte StaatenGretchen Walsh Torri Huske Simone Manuel Kate Douglass Abbey Weitzeil (Vorlauf) Erika Connolly (Vorlauf)                                            | ChinaZhang Yufei Cheng Yujie Wu Qingfeng Yang Junxuan Yu Yiting (Vorlauf)                                              |
| 4 × 200 m Freistil  | AustralienMollie O’Callaghan Lani Pallister Brianna Throssell Ariarne Titmus Jamie Perkins (Vorlauf) Shayna Jack (Vorlauf)                                           | Vereinigte StaatenClaire Weinstein Paige Madden Katie Ledecky Erin Gemmell Anna Peplowski (Vorlauf) Simone Manuel (Vorlauf) Alex Shackell (Vorlauf)                   | ChinaYang Junxuan Li Bingjie Ge Chutong Liu Yaxin Kong Yaqi (Vorlauf) Tang Muhan (Vorlauf)                             |
| 4 × 100 m Lagen     | Vereinigte StaatenRegan Smith Lilly King Gretchen Walsh Torri Huske Katharine Berkoff (Vorlauf) Emma Weber (Vorlauf) Alex Shackell (Vorlauf) Kate Douglass (Vorlauf) | AustralienKaylee McKeown Jenna Strauch Emma McKeon Mollie O’Callaghan Iona Anderson (Vorlauf) Ella Ramsay (Vorlauf) Alexandria Perkins (Vorlauf) Meg Harris (Vorlauf) | ChinaWan Letian Tang Qianting Zhang Yufei Yang Junxuan Wang Xue'er (Vorlauf) Yu Yiting (Vorlauf) Wu Qingfeng (Vorlauf) |
| 10 km Freiwasser    | Sharon van Rouwendaal (NED) | Moesha Johnson (AUS) | Ginevra Taddeucci (ITA)                                                                                                |

Mixed
| Disziplin       | Gold | Silber                                                                                          | Bronze |
| --------------- | --- | ----------------------------------------------------------------------------------------------- | --- |
| 4 × 100 m Lagen | Vereinigte StaatenRyan Murphy Nic Fink Gretchen Walsh Torri Huske Regan Smith (Vorlauf) Charlie Swanson (Vorlauf) Caeleb Dressel (Vorlauf) Abbey Weitzeil (Vorlauf) | ChinaXu Jiayu Qin Haiyang Zhang Yufei Yang Junxuan Tang Qianting (Vorlauf) Pan Zhanle (Vorlauf) | AustralienKaylee McKeown Joshua Yong Matthew Temple Mollie O’Callaghan Iona Anderson (Vorlauf) Zac Stubblety-Cook (Vorlauf) Emma McKeon (Vorlauf) Kyle Chalmers (Vorlauf) |

## Zeitplan
| M | morgens | A | abends | V | Vorlauf | ½ | Halbfinale | F | Finale |

| Monat →                    | Juli   | Juli   | Juli   | Juli   | Juli   | Juli   | Juli   | Juli   | Juli   | Juli   | August | August | August | August | August | August | August | August | August | August | August | August |
| Datum →                    | Sa 27. | Sa 27. | So 28. | So 28. | Mo 29. | Mo 29. | Di 30. | Di 30. | Mi 31. | Mi 31. | Do 1.  | Do 1.  | Fr 2.  | Fr 2.  | Sa 3.  | Sa 3.  | So 4.  | So 4.  | Do 8.  | Do 8.  | Fr 9.  | Fr 9.  |
| -------------------------- | ------ | ------ | ------ | ------ | ------ | ------ | ------ | ------ | ------ | ------ | ------ | ------ | ------ | ------ | ------ | ------ | ------ | ------ | ------ | ------ | ------ | ------ |
| Wettkampf ↓                | M      | A      | M      | A      | M      | A      | M      | A      | M      | A      | M      | A      | M      | A      | M      | A      | M      | A      | M      | A      | M      | A      |
| 50 m Freistil              |        |        |        |        |        |        |        |        |        |        | V      | ½      |        | F      |        |        |        |        |        |        |        |        |
| 100 m Freistil             |        |        |        |        |        |        | V      | ½      |        | F      |        |        |        |        |        |        |        |        |        |        |        |        |
| 200 m Freistil             |        |        | V      | ½      |        | F      |        |        |        |        |        |        |        |        |        |        |        |        |        |        |        |        |
| 400 m Freistil             | V      | F      |        |        |        |        |        |        |        |        |        |        |        |        |        |        |        |        |        |        |        |        |
| 800 m Freistil             |        |        |        |        | V      |        |        | F      |        |        |        |        |        |        |        |        |        |        |        |        |        |        |
| 1500 m Freistil            |        |        |        |        |        |        |        |        |        |        |        |        |        |        | V      |        |        | F      |        |        |        |        |
| 100 m Brust                | V      | ½      |        | F      |        |        |        |        |        |        |        |        |        |        |        |        |        |        |        |        |        |        |
| 200 m Brust                |        |        |        |        |        |        | V      | ½      |        | F      |        |        |        |        |        |        |        |        |        |        |        |        |
| 100 m Rücken               |        |        | V      | ½      |        | F      |        |        |        |        |        |        |        |        |        |        |        |        |        |        |        |        |
| 200 m Rücken               |        |        |        |        |        |        |        |        | V      | ½      |        | F      |        |        |        |        |        |        |        |        |        |        |
| 100 m Schmetterling        |        |        |        |        |        |        |        |        |        |        |        |        | V      | ½      |        | F      |        |        |        |        |        |        |
| 200 m Schmetterling        |        |        |        |        |        |        | V      | ½      |        | F      |        |        |        |        |        |        |        |        |        |        |        |        |
| 200 m Lagen                |        |        |        |        |        |        |        |        |        |        | V      | ½      |        | F      |        |        |        |        |        |        |        |        |
| 400 m Lagen                |        |        | V      | F      |        |        |        |        |        |        |        |        |        |        |        |        |        |        |        |        |        |        |
| 4 × 100 m Freistil Staffel | V      | F      |        |        |        |        |        |        |        |        |        |        |        |        |        |        |        |        |        |        |        |        |
| 4 × 200 m Freistil Staffel |        |        |        |        |        |        | V      | F      |        |        |        |        |        |        |        |        |        |        |        |        |        |        |
| 4 × 100 m Lagen Staffel    |        |        |        |        |        |        |        |        |        |        |        |        |        |        | V      |        |        | F      |        |        |        |        |
| 10 km Freiwasser           |        |        |        |        |        |        |        |        |        |        |        |        |        |        |        |        |        |        |        |        | F      |        |
| Entscheidungen →           | 0      | 2      | 0      | 2      | 0      | 2      | 0      | 2      | 0      | 3      | 0      | 1      | 0      | 2      | 0      | 1      | 0      | 2      | 0      | 0      | 1      | 0      |

| M | morgens | A | abends | V | Vorlauf | ½ | Halbfinale | F | Finale |

| Monat →                    | Juli   | Juli   | Juli   | Juli   | Juli   | Juli   | Juli   | Juli   | Juli   | Juli   | August | August | August | August | August | August | August | August | August | August | August | August |
| Datum →                    | Sa 27. | Sa 27. | So 28. | So 28. | Mo 29. | Mo 29. | Di 30. | Di 30. | Mi 31. | Mi 31. | Do 1.  | Do 1.  | Fr 2.  | Fr 2.  | Sa 3.  | Sa 3.  | So 4.  | So 4.  | Do 8.  | Do 8.  | Fr 9.  | Fr 9.  |
| -------------------------- | ------ | ------ | ------ | ------ | ------ | ------ | ------ | ------ | ------ | ------ | ------ | ------ | ------ | ------ | ------ | ------ | ------ | ------ | ------ | ------ | ------ | ------ |
| Wettkampf ↓                | M      | A      | M      | A      | M      | A      | M      | A      | M      | A      | M      | A      | M      | A      | M      | A      | M      | A      | M      | A      | M      | A      |
| 50 m Freistil              |        |        |        |        |        |        |        |        |        |        |        |        |        |        | V      | ½      |        | F      |        |        |        |        |
| 100 m Freistil             |        |        |        |        |        |        | V      | ½      |        | F      |        |        |        |        |        |        |        |        |        |        |        |        |
| 200 m Freistil             |        |        | V      | ½      |        | F      |        |        |        |        |        |        |        |        |        |        |        |        |        |        |        |        |
| 400 m Freistil             | V      | F      |        |        |        |        |        |        |        |        |        |        |        |        |        |        |        |        |        |        |        |        |
| 800 m Freistil             |        |        |        |        |        |        |        |        |        |        |        |        | V      |        |        | F      |        |        |        |        |        |        |
| 1500 m Freistil            |        |        |        |        |        |        | V      |        |        | F      |        |        |        |        |        |        |        |        |        |        |        |        |
| 100 m Brust                |        |        | V      | ½      |        | F      |        |        |        |        |        |        |        |        |        |        |        |        |        |        |        |        |
| 200 m Brust                |        |        |        |        |        |        |        |        | V      | ½      |        | F      |        |        |        |        |        |        |        |        |        |        |
| 100 m Rücken               |        |        |        |        | V      | ½      |        | F      |        |        |        |        |        |        |        |        |        |        |        |        |        |        |
| 200 m Rücken               |        |        |        |        |        |        |        |        | V      | ½      |        | F      |        |        |        |        |        |        |        |        |        |        |
| 100 m Schmetterling        | V      | ½      |        | F      |        |        |        |        |        |        |        |        |        |        |        |        |        |        |        |        |        |        |
| 200 m Schmetterling        |        |        |        |        |        |        |        |        | V      | ½      |        | F      |        |        |        |        |        |        |        |        |        |        |
| 200 m Lagen                |        |        |        |        |        |        |        |        |        |        |        |        | ½      | F      |        |        |        |        |        |        |        |        |
| 400 m Lagen                |        |        |        |        | V      | F      |        |        |        |        |        |        |        |        |        |        |        |        |        |        |        |        |
| 4 × 100 m Freistil Staffel | V      | F      |        |        |        |        |        |        |        |        |        |        |        |        |        |        |        |        |        |        |        |        |
| 4 × 200 m Freistil Staffel |        |        |        |        |        |        |        |        |        |        | V      | F      |        |        |        |        |        |        |        |        |        |        |
| 4 × 100 m Lagen Staffel    |        |        |        |        |        |        |        |        |        |        |        |        |        |        | V      |        |        | F      |        |        |        |        |
| 10 km Freiwasser           |        |        |        |        |        |        |        |        |        |        |        |        |        |        |        |        |        |        | F      |        |        |        |
| Entscheidungen →           | 0      | 2      | 0      | 1      | 0      | 3      | 0      | 1      | 0      | 2      | 0      | 3      | 0      | 2      | 0      | 1      | 0      | 2      | 1      | 0      | 0      | 0      |

| Monat →                 | Juli   | Juli   | Juli   | Juli   | Juli   | Juli   | Juli   | Juli   | Juli   | Juli   | August | August | August | August | August | August | August | August | August | August | August | August |  |
| Datum →                 | Sa 27. | Sa 27. | So 28. | So 28. | Mo 29. | Mo 29. | Di 30. | Di 30. | Mi 31. | Mi 31. | Do 1.  | Do 1.  | Fr 2.  | Fr 2.  | Sa 3.  | Sa 3.  | So 4.  | So 4.  | Do 8.  | Do 8.  | Fr 9.  | Fr 9.  |  |
| ----------------------- | ------ | ------ | ------ | ------ | ------ | ------ | ------ | ------ | ------ | ------ | ------ | ------ | ------ | ------ | ------ | ------ | ------ | ------ | ------ | ------ | ------ | ------ |  |
| Wettkampf ↓             | M      | A      | M      | A      | M      | A      | M      | A      | M      | A      | M      | A      | M      | A      | M      | A      | M      | A      | M      | A      | M      | A      |  |
| 4 × 100 m Lagen Staffel |        |        |        |        |        |        |        |        |        |        |        |        | V      |        |        | F      |        |        |        |        |        |        |  |
| Entscheidungen →        | 0      | 0      | 0      | 0      | 0      | 0      | 0      | 0      | 0      | 0      | 0      | 0      | 0      | 0      | 0      | 1      | 0      | 0      | 0      | 0      | 0      | 0      |  |

## Qualifikation
Die Qualifikation für die Schwimmwettbewerbe erfolgte bis zum 23. Juni 2024.
In den Einzeldisziplinen dürfen pro Nation maximal zwei Athleten antreten, diese müssen beide die von der World Aquatics vorgegebene Normzeit (OQT) geschwommen haben. Weitere Athleten dürfen teilnehmen, wenn sie die olympische Basiszeit (OCT) geschwommen sind und wenn die 852 zur Verfügung stehenden Quotenplätze nicht ausgeschöpft werden können. Jede Nation ist dazu berechtigt einen Athleten pro Geschlecht zu melden, der nicht die olympische Normzeit (OQT) oder die olympische Basiszeit (OCT) geschwommen ist, sofern es keine anderen Schwimmer gibt, welche diese geschwommen sind.
Bei den Staffelwettkämpfen gibt es jeweils 16 Qualifikationsplätze. Neben den besten drei Staffeln der Schwimmweltmeisterschaften 2023 qualifizieren sich weitere 13 Staffeln mit den schnellsten Zeiten aus den Schwimmweltmeisterschaften 2023 und Schwimmweltmeisterschaften 2024.
In den beiden Wettkämpfen im Freiwasserschwimmen qualifizieren sich jeweils die drei besten Schwimmer der Weltmeisterschaften 2023 sowie 13 weitere Schwimmer über die Weltmeisterschaften 2024. Hinzu kommt jeweils ein Startplatz für Frankreich als Gastgeber. Des Weiteren erhalten die besten Athleten der fünf Kontinente im zehn Kilometerwettkampf bei den Weltmeisterschaften einen Startplatz, sofern ihr NOK noch nicht qualifiziert ist.